# Paphinia nutans
Espèce
Paphinia nutans Houllet, est une espèce d'orchidée appartenant à la sous-tribu des Stanhopeinae.
La plante type, cultivée au Muséum de Paris, a fleuri en 1878. Ce taxon entre très probablement dans la synonymie de Paphinia grandiflora ou Paphinia grandis.

## Étymologie
nutans participe présent du verbe latin Nuto, as, are, avi, atum: osciller. "Paphinia oscillante".

## Diagnose
Plante naine, à pseudobulbes courtement ovoïdes-elliptiques, comprimés, sillonnés longitudinalement, ordinairement surmontés de deux feuilles plissées-nervées. De la base des pseudobulbes part une hampe d'un vert gris roux picté, souvent plusieurs fois coudée, rampante ou pendante, portant de larges bractées foliaées, engaînantes, de même couleur que la hampe. Fleurs très grandes, atteignant jusqu'à 10 cm de diamètre, étalées, stellées, un peu concaves et formant une sorte de cloche à 5 divisions ovales, très-longuement acuminées en pointe, d'un rouge brun extérieurement, rouge sombre à l'intérieur; les 3 divisions externes sont bandelettées de blanc, ainsi que leur bord, ce qui forme un charmant contraste. Le labelle, petit et concave, encore plus coloré que les divisions, est bordé de cils longs, très-rapprochés, de couleur claire presque blanche, qui contraste très-agréablement. Le gynostène, subcylindrique, arqué, sagitté au somment, est transversalement bandeletté à sa base, et se termine à sa partie supérieure par une sorte d'appendice subtrilobé.
Houllet, Revue Horticole, 188, 1878.

## Répartition et biotope
L'auteur n'indique pas la provenance de la plante, mais il rappelle que Le genre Paphinia, créé par Lindley, ne renferme qu'un très-petit nombre d'espèces originaires des Guyanes, où elles croissent sur les arbres à l'état d'épiphytes.

## Culture
Jean Baptiste Houllet donne quelques indications de culture dans son article:
Cette espèce qui, je le répète, me paraît très-voisine du Paphinia cristata, végète à la façon des Stanhopea, de sorte que, comme ceux-ci, on doit la cultiver en panier suspendus, dans une serre chaude, en terre de bruyère très-grossièrement concassée, mélangée de tessons et de sphagnum bien divisé.